# Sébastien Desiage
Sébastien Desiage, né le 4 février 1974 à Saint-Étienne (Loire) et mort le 10 septembre 2020 dans la même ville, est un ancien arbitre international français de football, également président de syndicat et chef d'entreprise. 
Il commence l'arbitrage dans les années 90 dans son club du FC Marcellinois, avant de découvrir le National en 2005, la Ligue 2 en 2009, puis la Ligue 1 en 2011. Il est également membre du bureau directeur du Syndicat des Arbitres de Football Élite à partir de 2013, avant d'en être le président entre 2017 et 2018.
D'importants problèmes de santé l'obligent à cesser aussi bien ses activités d'arbitre que de dirigeant en 2018. Il tente tout de même un retour en 2019 en arbitrant un match de National entre Toulon et le Gazélec FC. Il s'agit de sa dernière rencontre dirigée avant sa mort, le 10 septembre 2020.

## Biographie

### Carrière d'arbitre
Sébastien Desiage commence sa carrière d'arbitre au niveau amateur lors de la saison 1992-1993, il est alors licencié au Football Club Marcellinois, basé à Saint-Marcellin-en-Forez où il réside.
Il monte les échelons petit à petit et découvre le haut-niveau au cours de la saison 2005-2006 en officiant dans le championnat de National (3ème division). Son premier match arbitré à ce niveau oppose Cannes à Cherbourg.
Ses premiers pas dans un championnat professionnel (En l’occurrence la Ligue 2) ont lieu durant l'année 2009, ses 2 assistants à ce niveau sont souvent Nicolas Henninot et Djemel Zitouni, qui le suivront en Ligue 1 lors des saisons suivantes.
En fin d'année 2016, Sébastien Desiage se trouve confronté à une situation tendue avec le club corse du Sporting Club de Bastia. En effet, le 30 novembre, à l'occasion d'une rencontre de Ligue 1 entre Bastia et Bordeaux (Score final : 1-1), il décide d'exclure le Bastiais Florian Marange à la suite d'une faute sur Jérémy Ménez. Les Corses considèrent alors qu'il s'agit d'une erreur d'arbitrage qui doit être signalée dans le rapport complémentaire de l'arbitre, ce qui n'est pas le cas. Le 9 décembre, le Sporting décide donc de déposer plainte pour "faux" à l'encontre de Desiage, une plainte qui sera classée sans suite quelques jours plus tard,.
En 2018 Sébastien Desiage connait d'importants problèmes de santé et doit mettre de côté l'arbitrage pour se concentrer sur sa maladie - maladie dont la nature n'est pas connue de la presse et du grand public. Son dernier match arbitré en Ligue 1 est la rencontre entre le PSG et Angers du 13 mars 2018.
Du fait de sa naissance à Saint-Étienne, il n'a jamais arbitré l'AS Saint-Étienne en compétition officielle au cours de sa carrière. Il est par ailleurs régulièrement intervenu dans les locaux du club pour éclairer les joueurs sur les évolutions des lois du jeu,.

### Carrière de dirigeant

#### Président du SAFE
Il intègre le bureau directeur du SAFE (Syndicat des Arbitres de Football Élite) en 2013. Il occupe successivement les fonctions de secrétaire, vice-président et président-délégué avant d'être élu président en mai 2017. Il succède alors à Olivier Lamarre.
En fin d'année 2017, il s'exprime dans un entretien avec le journal Libération à propos de la pression médiatique subie par le corps arbitral et appelle à libérer la parole des arbitres tout en dénonçant "un jeu de déstabilisation permanente" mis en place à leur égard. Une telle prise de parole dans la presse est extrêmement rare pour un arbitre en exercice,.
Bien que son mandat ne soit supposé durer jusqu'en 2020, il est contraint en 2018 de démissionner de son poste de président du SAFE pour raisons de santé, c'est Bruno Faye qui lui succède.

#### Chef d'entreprise
Dans les années 2000, il commence par occuper le poste de responsable commercial au sein de l'imprimerie IDO (Imprimerie Desiage Offset), fondée à Saint-Marcellin par son père. Quelques années plus tard, il prend la direction de l'entreprise familiale.
En plus de ses activités dans l'imprimerie de sa famille, Sébastien Desiage fonde en 2010 la société Les Globules, spécialisée dans le conseil et la communication à destination des PME. L'entreprise installe ses locaux rue de la République, à Saint-Étienne, et compte parmi ses associés un autre arbitre de Ligue 1 : Frank Schneider.

### Mort et hommages
Sébastien Desiage s'éteint le 10 septembre 2020 des suites d'une maladie contre laquelle il luttait depuis plusieurs années, et qui avait déjà stoppé prématurément sa carrière d'arbitre. La Fédération Française de Football salue dans un communiqué "un homme respecté et apprécié pour ses qualités d’arbitre et d’homme", "un passionné et un amoureux du football".
Afin de lui rendre hommage, une minute de silence est observée sur les terrains de Ligue 1 et Ligue 2 lors de la journée de championnat suivante,,. En plus de cela, les arbitres ainsi que leurs assistants arborent un t-shirt floqué de la photo de Sébastien accompagné du message "Salut Seb" avant le coup d'envoi des différentes rencontres.
Au niveau amateur, chaque match organisé par la ligue d'Auvergne-Rhône-Alpes de football (à laquelle il était rattaché) est précédé d'une minute d'applaudissement en sa mémoire.
En août 2020, le club du FC Marcellinois, premier club de Sébastien Desiage, dévoile une fresque en hommage à l'ancien arbitre. Réalisée presque un an après sa mort, la fresque se situe sur un mur de la "salle de convivialité" du stade Jean-Rolland et est accompagnée d'un court texte écrit par la mère de Sébastien.